# Mika Anjō
Mika Anjō (jap. 安城 美華, Anjō Mika; * 7. Juni 1980) ist eine ehemalige japanische Badmintonspielerin. 

## Karriere
Mika Anjō ging auf die Shitennōji-Oberschule im Stadtbezirk Tennōji-ku von Osaka und nahm 1997 und 1998 an den Japanischen Badmintonmeisterschaften im Fraueneinzel teil. Nach der Schule trat sie im April 1999 in das Unternehmen Sanyo ein und spielte bis 2002 für deren Werksmannschaft und nahm an den nationalen Meisterschaften teil.
International wurde sie bei der Weltmeisterschaft 2001 Fünfte im Damendoppel mit Chikako Nakayama. Bei den Indonesia Open des gleichen Jahres belegte sie ebenfalls Platz fünf, diesmal jedoch im Dameneinzel. 
Ab 2003 studierte sie an der Shin’ai-Frauenkurzzeithochschule Osaka (engl. Osaka Shin-ai College) und nahm noch ein letztes Mal an den nationalen Meisterschaften teil, bevor sie sich aus dem Sport zurückzog.

## Sportliche Erfolge
| Saison | Veranstaltung     | Disziplin   | Platz | Name                         |
| ------ | ----------------- | ----------- | ----- | ---------------------------- |
| 2001   | Weltmeisterschaft | Damendoppel | 5     | Mika Anjō / Chikako Nakayama |
| 2001   | Indonesia Open    | Dameneinzel | 5     | Mika Anjō                    |